# Büddenstedt
Büddenstedt è un centro abitato della Germania, frazione della città di Helmstedt.

## Storia
Già comune autonomo, divenne parte della città di Helmstedt il 1º luglio 2017.